# Lennart Heimer
Lennart Heimer (* 11. März 1930 in Östersund, Schweden; † 12. März 2007 in Trevilians, Virginia) war ein schwedisch-US-amerikanischer Neurochirurg und Autor. Er entwickelte neue Konzepte über die Organisation des menschlichen Gehirns. Heimer lehrte ab 1972 an der Universität von Virginia Neuroanatomie. Er war Autor zahlreicher Lehrbücher und Lehrvideos für Studierende der Medizin.

## Publikationen
- mit Gary W. van Hoesen, Michael Trimble, Daniel S. Zahm: Anatomy of Neuropsychiatry. The New Anatomy of the Basal Forebrain and Its Implications for Neuropsychiatric Illness. Academic Press, Amsterdam 2008, ISBN 978-0-12-374239-1.
- Dissection of the Human Brain. Sinauer Associates, Sunderland MA 2008, ISBN 978-0-87893-327-3.
- The Human Brain and Spinal Cord. Functional Neuroanatomy and Dissection Guide. Springer, New York NY 1995, ISBN 0-387-94227-0.
- mit Martine J. Robards, Laszlo Zaborszky: Recent Progress. Plenum Press, New York NY 1989, ISBN 0-306-43165-3.
- mit Martine J. Robards, Laszlo Zaborszky: Neuroanatomical Tract-Tracing Methods. Plenum Press, New York NY 1981, ISBN 0-306-40593-8.